# Стиннес, Гуго
Гуго Стиннес (нем. Hugo Stinnes; 12 февраля 1870, Мюльхайм-ан-дер-Рур — 10 апреля 1924, Берлин) — немецкий предприниматель и политик, основатель горнодобывающей и металлургической бизнес-группы Hugo Stinnes GmbH. Один из крупнейших промышленников Европы первой четверти XX века. Был известен в качестве рейдера. Практиковал социальное партнёрство, способствовал формированию социального законодательства Германии. Активный националист, сторонник германской экспансии в Европе. В Веймарской республике депутат рейхстага от Немецкой народной партии. Финансист фрайкоров и Антибольшевистской лиги, спонсор НСДАП. Обладал репутацией «хозяина Рура» и «нового императора Германии».

## В начале бизнес-карьеры
Родился в семье потомственного предпринимателя-угледобытчика. Дед Гуго Стиннеса — Маттиас Стиннас — основал в 1808 году компанию Mathias Stinnes KG по речной транспортировке угля, с 1839 года инвестировал в угледобывающую промышленность.
Гуго Стиннес окончил Королевскую горную академию в Берлине по курсам горнодобычи и химии. Несколько месяцев работал шахтёром. С 1890 — адвокат семейной фирмы. Вступил в конфликт с двоюродным братом — генеральным директором Mathias Stinnes KG Герхардом Кюхеном (обвинял его в алкоголизме и некомпетентности). В 23 года при финансовой поддержке матери — Аделины Стиннес — открыл самостоятельный бизнес по торговле углём. Приобрёл семейную шахту, углеобогатительный завод в Страсбурге и судоходную компанию.
В 1903 году фирма Гуго Стиннеса была преобразована в компанию Hugo Stinnes GmbH. В ней консолидировались капиталы членов семьи. Компания повела активную угольную торговлю с южногерманскими землями и Швейцарией. Были открыты представительства в ряде стран Европы, Российской империи и США. Наряду с экспортом германского угля, Hugo Stinnes GmbH занималась импортом металлоизделий (из Западной Европы и Америки), железной руды (из Швеции) и древесины (из России).

## Промышленная империя

### Развитие конгломерата
Гуго Стиннес был эффективным организатором вертикально-интегрированных структур в тяжёлой промышленности. С его именем связано возникновение ряда крупных корпораций Рура и Рейнско-Вестфальской области.
При участии Hugo Stinnes GmbH были созданы электроэнергетическая компания RWE, горнодобывающая MBV, металлургическая Deutsch-Luxemburgische Bergwerks und Hütten AG. Стиннес играл также важную роль в таких компаниях, как Saar und Mosel Bergwerks-Gesellschaft (угледобыча) и HAPAG (трансатлантическое судоходство). Он установил деловые связи с Августом Тиссеном, наладил финансирование своих производственных проектов от Dresdner Bank, Schaaffhausen / Deutsche Bank, Darmstädter Bank.
Деятельность Гуго Стиннеса привела к созданию мощного конгломерата промышленности, энергетики и транспорта в индустриальных массивах запада Германии. Он способствовал развитию угледобычи и металлургии, электрификации и газовой энергетики, расширению транспортного сообщения, консолидации европейской тяжёлой промышленности.
В середине 1923 года Стиннес начал новый тур массированного приобретения активов — Riebeck’sche Montanwerke создала основу для нефтяной компании Hugo Stinnes Riebeck und Oelwerke AG. Были получены также нефтяные концессии в Южной Америке, приобретён нефтеперерабатывающий завод AG für Petroleumindustrie.
Гуго Стиннес занимал руководящие посты в структурах WASAG (производство взрывчатых веществ), Rheinisch-Westfälisches Kohlen-Syndikat (Рейнско-Вестфальский угольный синдикат), Rheinische Bank (Рейнский банк), GPAG (угледобыча), Phoenix AG (горнодобыча и металлообработка), Южно-Германской железной дороге, Bochumer Verein (горнодобыча, металлообработка).
Объём контролируемых активов и их постоянное наращивание, эффективный менеджмент, применение передовых производственных и управленческих технологий, умелое выстраивание отношений с государством быстро ввели Гуго Стиннеса в круг крупнейших предпринимателей Германии и Европы. В то же время Стиннес воспринимался германской экономической элитой как «выскочка и авантюрист», его методы расширения — как рейдерство и «бесстыдные захваты».

### Послевоенные новации
В годы Первой мировой войны предприятия Стиннеса вошли в число крупнейших поставщиков металла и топлива для германской армии. При этом Стиннес активно разрабатывал экономические ресурсы союзников Германии и захваченных территорий Бельгии. Десятки тысяч бельгийцев были депортированы в Германию для работы на шахтах и заводах компаний Стиннеса.
Поражение в Первой мировой войне нанесло ощутимый удар по бизнес-империи Стиннеса. Был потерян торговый флот, угольные и металлургические активы в Эльзас-Лотарингии и Люксембурге. Большие сложности создала франко-бельгийская оккупация Рура в 1923 году.
Однако Стиннесу довольно быстро удалось восстановить экономические позиции в Веймарской республике. Он осуществил массированное инвестирование в предприятия вторичного сектора — обрабатывающую промышленность, машиностроение, автопром, целлюлозно-бумажный кластер, полиграфию и СМИ. Эти рискованные вложения — прежде вторичный сектор не входил в его приоритеты — дали эффективную отдачу и позволили продержаться до восстановления цикла в основных предприятиях угледобычи и металлургии.
В 1924 году бизнес-система Гуго Стиннеса включала 4554 предприятия, производившие более 3000 наименований продукции с 600 тысячами работников.

## В германской политике

### Финансист ультраправых

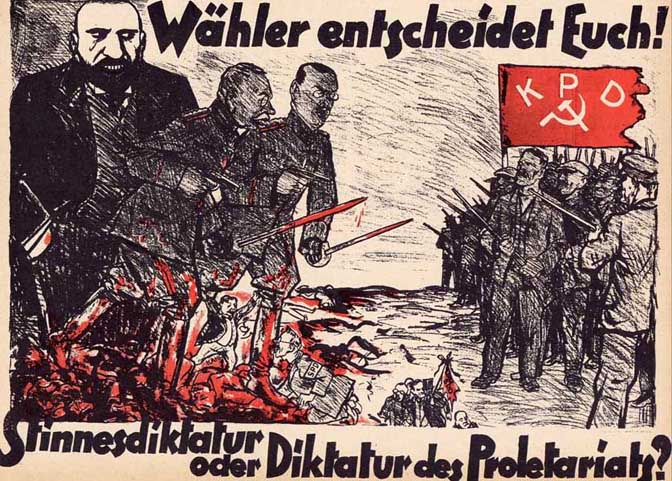
«Диктатура Стиннеса или диктатура пролетариата?» (плакат КПГ, 1920 год)

Новые обстоятельства подтолкнули Гуго Стиннеса к политической активизации. Во время войны Стиннес высказывался в поддержку агрессии и аннексий, выступал в духе Пангерманского союза, призывал к жертвам во имя победы. Солидаризировался с позицией Немецкой отечественной партии.
После Ноябрьской революции Гуго Стиннес сориентировался на ультраправые антикоммунистические силы. Он приветствовал создание Антибольшевистской лиги. 10 января 1919 года на встрече в аэроклубе Берлина Стиннес полностью поддержал Эдуарда Штадтлера и инициировал учреждение Антибольшевистского фонда с заявленным капиталом в 500 миллионов рейхсмарок. Финансировал фрайкоры, включая отряд Вальдемара Пабста, совершивший убийство Карла Либкнехта и Розы Люксембург. Сотрудничал с медиаконцерном Альфреда Гугенберга в антикоммунистической агитации. На рубеже 1910—1920-х годов именно Гуго Стиннес являлся главным партнёром ультраправых сил в среде немецкого крупного капитала.

### Практика социального партнёрства
В то же время Стиннес вполне осознавал необратимость перемен и новые социальные задачи. Раньше других крупных предпринимателей он пошёл на партнёрский диалог с социал-демократическими профсоюзами. 15 ноября 1918 года по инициативе Гуго Стиннеса было подписано «Соглашение Стиннес — Легин» — коллективный договор более двадцати компаний с крупнейшими профобъединениями (среди подписавший предпринимателей были также Альфред Гугенберг, Карл фон Сименс, Вальтер Ратенау). Этим соглашением в Германии были окончательно конституированы профсоюзные права, коллективные договоры, рабочие советы и 8-часовой рабочий день. Документ заложил основы социального законодательства, действующего в современной ФРГ.
Гуго Стиннес играл важную роль во внешнеэкономической политике. Он представлял Германию на конференции в Спа, в вопросе о выплате репараций, во время Рурского конфликта.
Несмотря на ультраправые симпатии, в 1920 году Стиннес вступил в либеральную Немецкую народную партию. Выступал своего рода связующим звеном между либералами и консервативной Немецкой национальной народной партией.

### Связи с нацистами
В 1920 году Стиннес осудил Капповский путч как бессмысленную авантюру, но в то же время делал дружественные жесты в отношении лично Вольфганга Каппа. Существенную поддержку оказал Стиннес НСДАП — предполагается, что именно его пожертвования в партийную кассу нацистов создали финансовую базу Пивного путча. Стиннес принадлежал к той части немецкой буржуазии, которая раньше других сделала ставку на гитлеровское движение.

Деньги в НСДАП начинают вкладывать уже не только баварцы (хотя в основном пока они). Жертвуют Фриц Тиссен и Эдуард Борзиг, помогают Генри Форд и Генри Детердинг… Но среди этих серьёзных людей выделяется один особенный.

Это Гуго Стиннес, хозяин многопрофильного промышленно-коммерческого концерна. «Малиновый пиджак», «новый германский», сделавший миллионы не столько на военных поставках, сколько на рейдерских аферах. Его ненавидят не только коммунисты и социалисты, но и консервативная элита, потомственные магнаты кайзеровского происхождения. Только такой, как он, мог положить системное начало сотрудничеству экономических верхов с НСДАП ещё во времена ДАП. Подобное тянется к подобному.

Однако эти действия Стиннеса определялись не столько идеологическими симпатиями, сколько ситуативным пониманием экономического интереса. В последние годы жизни Стиннес стал сторонником экспансии в восточном направлении. Если в 1910-е годы его привлекали ресурсы Бельгии и Франции, то после 1918 — Польши и России. Гитлеровские установки в этом плане совпадали с позицией Стиннеса.

## Политико-экономические установки
Гуго Стиннес был сторонником принципа смешанной экономики — соединения частной инициативы с государственным регулированием в национальных интересах. Он отстаивал прагматическую политику, продиктованную национальными, корпоративными и личными экономическими интересами. В частности, Стиннес готов был на серьёзные уступки профсоюзам в социальной сфере, но жёстко требовал отказа от выплаты репараций даже ценой международного конфликта.
В финансовой политике позиция Гуго Стиннеса предполагала инфляционную «игру на опережение», по ряду причин выгодную его предприятиям. Денежная накачка обеспечивала оборотными средствами, необходимыми для текущих операций. Но привычка к «инфляционной игле» крайне негативно сказалась на бизнес-системе Стиннеса после смерти основателя и изменения общеэкономической ситуации в Золотые двадцатые.

## Кончина магната и распад системы

### Долги наследников. Смена собственников
Гуго Стиннес скончался от холецистита в возрасте 54 лет. Похоронен в семейном склепе на Старом кладбище Мюльхайма.
Уже в 1925 году группа компаний Стиннеса начала распадаться. Прекращение гиперинфляции создало острейший дефицит оборотных средств и поставило Hugo Stinnes GmbH под угрозу банкротства из-за взыскания долгов. К июню 1925 года задолженность конгломерата достигла внушительной суммы в 180 миллионов рейхсмарок.
Для сохранения компании наследники взяли американский кредит. Было учреждено акционерное общество Hugo Stinnes Corporation с центрами в Нью-Йорке и Балтиморе. Американская структура аккумулировала большую часть активов. Часть предприятий сохранилась в составе Vereinigte Stahlwerke, RWE и Saar und Mosel Bergwerks-Gesellschaft, возглавленных Альбертом Фёглером, близким сотрудником Стиннеса. Оставшиеся активы в значительно уменьшившихся объёмах консолидировали наследники — вдова магната Клэр Стиннес и сыновья.
Во время Второй мировой войны и в послевоенные годы структура, происходящая из конгломерата Стиннеса пережила ряд кардинальных трансформаций. Активы Hugo Stinnes Corporation в 1942 году были арестованы нацистским государством за связь с военным противником. В 1952 году американская сторона настояла на устранении семейства Стиннес из капитала и управления предприятиями — за связь Гуго Германа Стиннеса-младшего (один из «фюреров экономики» рейха) с гитлеровским режимом.

### Реструктуризация бизнеса. Сохранение семейного бренда
После 1948 года Клэр Стиннес с сыновьями сохранили лишь небольшую часть прежней собственности в компании Hugo Stinnes oHG. Авторитетный бренд позволил закрепиться на угольном рынке и в сфере судоходства. В дальнейшем Клэр Стиннес уделяла наибольшее внимание оптовой торговле, грузоперевозкам и финансовым операциям.
В 1957 году правительство Конрада Аденауэра договорилось с администрацией Дуайта Эйзенхауэра о возвращении бывших активов Гуго Стиннеса в немецкую собственность. Выкуп акций был осуществлён банковской группой при участии Deutsche Bank. Во вновь созданной компании Hugo Stinnes AG, с 1979 года — Stinnes AG, учитывались интересы семьи Стиннес.
С 1965 года компания вошла в бизнес-альянс с VEBA, ныне E.ON. С 2008 года Stinnes AG существует под названием DB Mobility Logistics и уже не связана со Стиннесами.
В начале 1950-х разгорелись деловые конфликты: Клэр Стиннес и Отто Стиннес-младший противостояли Гуго Герману Стиннесу-младшему. Гуго Герман вначале создал собственную структуру, в результате чего под брендом Hugo Stinnes работали конкурирующие компании. К началу 1970-х компании Гуго Германа фактически обанкротилась, сам он отошёл от дел. Семейный бизнес остался за Клэр и Отто.
Название Hugo Stinnes носит компания Маттиаса Стиннеса — внучатого племянника Отто Стиннеса-младшего, двоюродного правнука Гуго Стиннеса. Холдинг включает структуры, занимающиеся торговлей, транспортировкой, гостиничным делом. Несмотря на родство и бренд, прямого отношения к бизнес-конгломерату Гуго Стиннеса компания не имеет.

## Семейные наследники
Жена Гуго Стиннеса — Клэр Стиннес, урождённая Вагенкнехт — после смерти мужа являлась управляющим директором Hugo Stinnes GmbH. Активно занималась семейным бизнесом. Скончалась в возрасте 100 лет.
Старший сын Гуго Стиннеса — Эдмунд Гуго Стиннес — несколько лет руководил частью предприятий. В 1931 году встречался с Гитлером. Впоследствии дистанцировался от нацизма, критиковал режим НСДАП. Перебрался в США, сотрудничал с Алленом Даллесом.
Второй сын Гуго Стиннеса — Гуго Герман Стиннес — контролировал Рейнско-Вестфальский угольный синдикат. Сотрудничал с НСДАП, участвовал в тайном совещании рейхсканцлера Гитлера с промышленниками 20 февраля 1933 года, субсидировал НСДАП. Являлся в Третьем рейхе одним из «фюреров экономики». Эта его роль стала одной из причин жёсткой американской позиции в отношении Стиннесов после войны. Отошёл от дел из-за делового конфликта с матерью.
Третий сын Гуго Стиннеса — Отто Стиннес — занимался бизнесом вместе с матерью. Конфликтовал с братом Гуго Германом. В 1965 году учредил новый холдинг, специализировавшийся на судоходстве и торговле. Именно он оказал решающую поддержку внучатому племяннику Маттиасу Стиннесу в создании и развитии нового бизнеса под семейным брендом.
Младший сын Гуго Стиннеса — Эрнст Стиннес — основал собственный бизнес во Франкфурте.
Дочери: Хильда, Эльза, Клереноре (известная немецкая автогонщица).

## Принципы и оценки
В современных оценках Гуго Стиннеса преобладает представление о нём как об «экономическом хищнике», стремившемся поставить под собственный и германский контроль уголь и сталь Европы. Этим определялась его бизнес- и политическая активность. Идеология Стиннеса в основном сводилась к немецкому национализму с выраженным захватническо-экономическим уклоном. Не случайно Стиннес вызывал отторжение как левых, так и правых сил, однако оказывался важным партнёром для тех и других.
В начале 1920-х годов иностранные наблюдатели отзывалась о Стиннесе как «владельце Германии» или «тайном императоре». Утверждалось, что Стиннес превращает страну в гигантский трест, при этом проводя последовательную социализацию (в смысле государственной централизации) экономической и общественно-политической системы.
В Рурской области по сей день существует поговорка: Das walte Hugo — «Такова воля Гуго», сложившаяся в первой четверти XX века.
С Гуго Стиннесом как «хозяином Рура» иногда сравнивают Рината Ахметова как «хозяина Донбасса» — однако сравнение проводится в пользу Стиннеса, как «хозяина» более реального.